# Inspiration
Unter Inspiration (lateinisch inspiratio ‚Beseelung‘, ‚Einhauchen‘, aus in ‚hinein‘ und spirare ‚hauchen‘, ‚atmen‘; vgl. spiritus ‚Atem‘, ‚Seele‘, ‚Geist‘) versteht man allgemeinsprachlich eine Eingebung, etwa einen unerwarteten Einfall oder einen Ausgangspunkt künstlerischer Kreativität. Begriffsgeschichtlich liegt die Vorstellung zugrunde, dass einerseits Werke von Künstlern, andererseits religiöse Überlieferungen Eingebungen des (nicht notwendig personal verstandenen) Göttlichen seien – eine Vorstellung, die sich sowohl in vorderorientalischen Religionen als auch bei vorsokratischen Philosophen findet und dann eine breite Wirkungsgeschichte entfaltet.

## Begriffsgeschichte
Hesiod und Demokrit haben sich als Empfänger göttlicher Eingebungen verstanden. Demokrit etwa formuliert: „Was auch immer ein Dichter mit Enthusiasmus (wörtlich: Eingottung, Einwohnung des Göttlichen) schreibt und mit göttlichem Anhauch bzw. Geist (met' enthousiasmou kai hierou pneumatos), das ist gewiss schön.“
Marcus Tullius Cicero verwendet den lateinischen Ausdruck afflatus im poetischen wie im religiösen Sinne für „Inspiration“ oder „göttliche Eingebung“.

## Künstlerische Inspiration

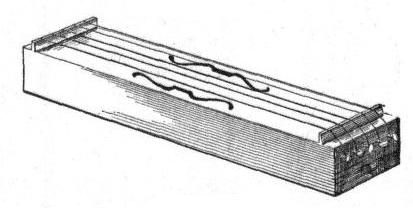
Die Äolsharfe als Sinnbild für den Poeten beruht auf dem Begriff des Afflatus.

In der Poesie versinnbildlichen die Begriffe Inspiration bzw. Afflatus das „Einwehen, Einhauchen von etwas“ durch einen göttlichen Wind. Cicero spricht oft von der Idee als einem unerwarteten Hauch (vgl. Pneuma), der den Poeten ereilt – eine mächtige Gewalt, deren Wesen der Poet hilflos und unbewusst ausgesetzt sei.
In dieser literarischen Form wird „Afflatus“ vor allem in der englischen, seltener in der deutschen und anderen europäischen Sprachen, als Synonym zu „Inspiration“ verwendet. Allgemein bezieht es sich nicht auf einen gewöhnlichen plötzlichen, unerwarteten, originellen Einfall, sondern die Überwältigung einer neuen Idee in einem wankenden Moment – eine Idee, deren Entstehung dem Empfänger meist unerklärlich bleibt.
Bereits bei Platon setzt eine kritische Reflexion des sich auf die göttliche Eingabe berufenden Selbstverständnisses von Dichtern ein (im Phaidros). Doch berufen sich Marsilio Ficino und andere Dichter der Renaissance bei ihren Versuchen, die Idee der Göttlichkeit der Poesie wieder zu beleben, weniger auf Platons Kritik am dichterischen Enthusiasmus als vielmehr auf seine enthusiastische Beschreibung. Im Klassizismus und der Genieperiode des 18. Jahrhunderts verschiebt sich die Quelle der Inspiration: Es sind die Dichter früherer Zeiten, von deren Werk man ergriffen und inspiriert ist (so bei J. J. Winckelmann).
In der Literatur der Aufklärung und der Romantik wurde die Verwendung des Afflatusbegriffs vereinzelt als mystische Form der poetischen Inspiration durch den literarischen Genius wiederbelebt. Die häufige Verwendung der Äolsharfe als Sinnbild für den Poeten ist eine Anspielung auf den zu neuem Leben erweckten Gebrauch des Afflatus.
Seit dem späten 19. Jahrhundert wurde die Inspirationsästhetik vor allem in Frankreich verworfen: Charles Baudelaire bezeichnet Edgar Allan Poes Stil als ein von Logik geknüpftes Gesetz, Paul Valéry schreibt über Edgar Degas, dessen Gemälde seien eine Folge von Rechenoperationen.
Friedrich Nietzsche bezeichnete einerseits alle großen Künstler als große Arbeiter. Er schildert aber andererseits in Ecce Homo auch die Erfahrung und die Idee der Inspiration, wie im 20. Jahrhundert dann auch Rainer Maria Rilke, Stefan George sowie Künstler des Surrealismus wie André Breton und Max Ernst, der betont, der Künstler sei kein Schöpfer, sondern wohne als reiner „Zuschauer“ der Entstehung seines durch Traum inspirierten Werkes nur bei.

## Inspiration in den Religionen

### Christentum
Im Kontext der christlichen Theologie wird je nach Auslegung von vielen christlichen Kirchen gelehrt, dass die Bibel in besonderer Weise von Gottes Geist eingegeben, inspiriert sei (lat. divinitus inspirata, gr. θεόπνευστος theópneustos, wörtlich „gottgehaucht“). Deswegen wird die Bibel auch Wort Gottes genannt.

#### Übersicht
Diese Inspirationslehre wird im Detail unterschiedlich interpretiert:
- Gemäß der Annahme einer Verbalinspiration wird der Wortlaut der Bibel selbst als von Gott inspiriert angesehen. Dadurch wird der Bibel Widerspruchs- und Irrtumslosigkeit zugeschrieben. Bereits während der Reformation sahen Theologen sich genötigt, die Inspirationslehre zu definieren, da im Streit zwischen Protestanten und der römisch-katholischen Kirche die Frage nach der Quelle der protestantischen Rechtfertigungslehre geklärt werden musste. Martin Luther bedurfte der Verbalinspiration nicht mehr, da er das Wort Christi in den Mittelpunkt rückte. Calvin hielt hingegen weitgehend an ihr und damit am Postulat der Irrtumsfreiheit der Schrift fest. Die nach der Aufklärung einsetzende wissenschaftlich-kritische Forschung führte zu einem weiteren Abrücken von der Verbalinspirationslehre und zur Auffassung, dass nicht alle Aussagen der Bibel das gleiche Gewicht haben.[5] So finden sich im Alten Testament selbst nur sehr selten Hinweise darauf, dass Gott die Propheten angewiesen habe, seine Botschaft aufzuschreiben.[6] Auch wäre zu klären, welcher Text angesichts einer komplizierten Urheberschaft der meisten biblischen Bücher und ihrer drei verschiedenen Ursprachen (Hebräisch, Aramäisch und Griechisch) wirklich die original inspirierte Version ist.
- Aus Sicht der Vertreter der die Verbalinspirationsthese ablösenden Annahme einer „Realinspiration“ wurden in der Bibel offenbarte (göttliche) Sachverhalte oder Geschehnisse (zum Beispiel eine Prophetie oder eine Gotteserfahrung) in menschliche Worte gefasst, ohne dass sie wörtlich diktiert wurde.
- Für den evangelischen Theologen Friedrich Schleiermacher (1768–1834) waren die Apostel als ursprüngliche Nachfolger Christi in besonderer Weise Träger des von ihm ausgehenden Geistes; insofern seien sie als Personen inspiriert, ihre Gedankenerzeugung sei vom Heiligen Geist eingegeben gewesen. Dieses Verständnis lässt sich als „Personal-Inspiration“ bezeichnen.[7]
- Die katholische Inspirationslehre wird nach dem Zweiten Vatikanischen Konzil im dritten Kapitel der Dogmatischen Konstitution über die göttliche Offenbarung Dei verbum beschrieben. Demnach hat Gott Zur Abfassung der Heiligen Bücher … Menschen erwählt, die ihm durch den Gebrauch ihrer eigenen Fähigkeiten und Kräfte dazu dienen sollten, all das und nur das, was er … geschrieben haben wollte, als echte Verfasser schriftlich zu überliefern. Von den Büchern der Schrift ist zu bekennen, daß sie sicher, getreu und ohne Irrtum die Wahrheit lehren, die Gott um unseres Heiles willen in heiligen Schriften aufgezeichnet haben wollte (DV 11).
- Ein weiteres Verständnis von Inspiration fasst Offenbarung nicht im Sinne der Mitteilung einer wörtlichen Rede oder eines Sachverhaltes auf, sondern vielmehr im Sinne einer Selbstoffenbarung Gottes. Demnach besteht die Inspiration der Heiligen Schrift darin, dass der Leser (oder Hörer) durch sie die Erfahrung machen kann, dass Gott ihn persönlich anspricht und in ihm religiösen Glauben weckt. Dies ist auch bei anderen Texten möglich; die besondere Stellung der Bibel ergibt sich dieser Ansicht nach daraus, dass sie zugleich das ursprüngliche Zeugnis von Gottes Handeln an den Menschen (besonders in der Person Jesu Christi) darstelle.
- Für heutige sogenannte „Bibeltreue“, die sich zu dem reformierten Bekenntnis der „Verbalinspiration“ halten, ist die Bibel die einzige vollkommene und zuverlässige Gottesoffenbarung. Andere mögliche Offenbarungen wie das „Zungenreden“, das nicht von allen „Bibeltreuen“ als gottgemäße Offenbarung angesehen wird, müssen am Maßstab der Bibel gemessen und beurteilt werden. Für diejenigen, die an die „Verbalinspiration“ glauben, gelten die Originalmanuskripte der Bibel in jedem Wort als völlig unfehlbares Gotteswort, was die Bibel für sie zur höchsten Autorität macht.

#### Römisch-katholische Inspirationslehre seit dem Zweiten Vatikanischen Konzil
Die Inspirationslehre der römisch-katholischen Kirche wurde durch das Zweite Vatikanische Konzil insbesondere in der Dogmatischen Konstitution Dei verbum (1965) (im Folgenden: DV) neu gefasst. Die dortigen Ausführungen sind knapp gehalten. Die vorgenommenen Neuakzentuierungen sind vor dem Hintergrund der historischen Entwicklung der Inspirationslehre (dazu siehe unten) und der innerkonziliaren Diskussionsentwicklung zu sehen. Die in Dei Verbum enthaltenen Aussagen werden im Katechismus der Katholischen Kirche (KKK), insbesondere in den Nummern 105–108 (lesbarer) wiedergegeben.

##### Urheberschaft Gottes
Gott ist der „Urheber“ (lateinisch: auctor) der Heiligen Schrift (DV 11). Gott wird ein „wahrer Einfluß auf die Hagiographen zugeschrieben“. Dies ist mehr als der Einfluss durch die allgemeine Vorsehung (Providenz). Gott wird nicht als auctor litterarius im eigentlichen Sinne bezeichnet. DV 11 betont den „Anteil der Hagiographen […] stärker“ und anerkennt ihre „Verschiedenheiten und Begrenztheiten“: 

„Zur Abfassung der Heiligen Bücher hat Gott Menschen erwählt, die ihm durch den Gebrauch ihrer eigenen Fähigkeiten und Kräfte dazu dienen sollten, all das und nur das, was er – in ihnen und durch sie wirksam – geschrieben haben wollte, als echte Verfasser schriftlich zu überliefern.“

„Bei der Inspiration ist also nicht an eine Art illuminative Einprägung von Erkenntnisbildern in einem mirakulösen und supranaturalistischen Sinn zu denken. Es ist die Präsenz des Heiligen Geistes, die die natürliche Erkenntnisfähigkeit des Menschen so prägt, daß der Offenbarungszeuge im realen, empirisch faßbaren Geschehen und dessen Selbstauslegung das sich darin ausdrückende Wort Gottes erkennt und niederschreibt.“

##### Das Wie der Inspiration
Auf das genaue Wie der Inspiration geht das Zweite Vatikanische Konzil nicht ein und „verzichtet auf eine psychologisierende Deutung der Inspiration“. Als klassische Darstellung gilt die vom Thomas von Aquin in der Summa theologica II-II, q. 171-174. Danach ist Gott der auctor primarius, der Hagiograph der auctor secundarius. Gott lässt alles niederschreiben, was er will. Die inspirierten Verfasser sind aber nicht passive Werkzeuge, sondern handeln ihrer Natur gemäß: „nämlich in Geist und Freiheit nach Maßgabe seiner persönlichen Begabung und im Horizont seiner geistigen und kulturellen Umwelt“.
Die Kontroverse zwischen den Vertretern der Verbalinspiration und der Realinspiration gilt als überholt bzw. verfehlt. Weder habe der Heilige Geist der Hagiographien den Text „diktiert“ (Verbalinspiration), noch sei sie „einfach das Ergebnis einer Realinspiration, die den Wortlaut der Schrift außer Acht lassen könnte und einen vor- oder außersprachlichen Sinn meint. Es geht um den ganzen Text in seiner Bedeutungsfülle, nicht um eine ‚Sache hinter dem Wort‘.“

##### Die Irrtumslosigkeit der Heiligen Schrift
Das Zweite Vatikanische Konzil hat in Dei Verbum die Irrtumslosigkeit der Heiligen Schrift (Inerranz) bejaht, diesen Anspruch jedoch für eine differenzierte Betrachtung geöffnet: 

„Da also alles, was die inspirierten Verfasser oder Hagiographen aussagen, als vom Heiligen Geist ausgesagt zu gelten hat, ist von den Büchern der Schrift zu bekennen, daß sie sicher, getreu und ohne Irrtum die Wahrheit lehren, die Gott um unseres Heiles willen in heiligen Schriften aufgezeichnet haben wollte.“

Auch hier sind die neuen Akzente zur vorherigen kirchlichen Lehre erst im Vergleich zum Entwurf für Dei Verbum aus dem Jahr 1962 erkennbar. Die stärkeren Thesen einer Lehre von der Verbalinspiration, die Fassung der Lehre von der Irrtumslosigkeit in den vorangegangenen Bibelenzykliken und die „Fassung der Inerranz in der Form von 1962“ werden zugunsten einer ganzheitlichen Sicht verdrängt. Es geht um die Heilsabsicht Gottes durch die ganze Heilige Schrift. Die Irrtumslosigkeit besteht nur, „soweit es der Dienst am Heilswort erfordert“. Etwaige Unrichtigkeiten oder Ungenauigkeiten im Sinne der profanen Wissenschaften bei Aussagen mit bloßer „Hilfsfunktion“ berühren daher die in Dei Verbum behauptete Irrtumslosigkeit nicht.

##### Biblische Hermeneutik
Die Inspirationslehre wird in Dei Verbum ergänzt durch eine Öffnung der Bibelexegese: Die (eigentliche) „Aussageabsicht“ (DV 12) des Hagiographen sei unter Berücksichtigung der literarischen Gattungen, der Lehre vom mehrfachen Schriftsinn unter Berücksichtigung der Bedingungen der „Zeit und Kultur“ (DV 12) des Hagiographen und unter Berücksichtigung der „drei Kriterien“: (1) Beachtung der „Einheit der ganzen Schrift“ (DV 12; KKK Nr. 112), (2) der „lebendigen Überlieferung des Gesamtkirche“ (DV 12; KKK Nr. 113) und (3) der Analogie des Glaubens (DV 12; KKK Nr. 114), d. h. des „Zusammenhang[es] der Glaubenswahrheiten untereinander und im Gesamtplan der Offenbarung“ (KKK Nr. 114), zu ermitteln.

#### Historische Entwicklung der katholischen Inspirationslehre
Die christliche Literatur mied anfänglich den Ausdruck, der für ein göttliches Pneuma von Sehern, Wahrsagern, Orakeln, Dichtern etc. verwendet wurde (θεόπνευστος theopneustos, lat. inspiratus, siehe oben), um Verwechslungen zu vermeiden und bevorzugte den Ausdruck Prophetie bzw. prophetisch. Zum „Fachausdruck für das Charisma der bibl[ischen] Schriftsteller und Schriften wird Inspiration erst nach und nach vom 17. Jahrhundert an.“ So behandelt Thomas von Aquin die Inspiration noch unter dem Stichwort De Prophetia.
Bereits im Alten Testament wird jedoch „eine besondere Einwirkung des Geistes Gottes“ auf Menschen mit einer schwierigen Aufgabe („Richter“, Könige, Künstler, vor allem die Propheten) ausgesagt. Prophetische Worte werden häufig mit den Worten „So spricht Jahwe“ eingeleitet. Bei den Propheten (besonders bei Jeremia und Ezechiel) ist von einer „Einflüsterung“ Jahwes die Rede. Das Alte Testament spricht zunächst von der Inspiration der Worte, von einer Schriftinspiration wohl erst in der apokryphen Schrift 4 Esra (um 100 n. Chr.). Im Neuen Testament bezeichnet Christus selbst Ps 110,1  als vom Heiligen Geist eingegeben. Als Beleg für eine Inspirationsauffasung wird unter anderem auch 2 Tim 3,16  angeführt: „Jede von Gott eingegebene Schrift ist auch nützlich zur Belehrung, zur Widerlegung, zur Besserung, zur Erziehung in der Gerechtigkeit […].“
In der Patristik behandelten die frühen Theologen insbesondere das Zusammenwirken Gottes und des Menschen (Johannes Chrysostomos, Augustinus von Hippo, besonders Origenes). Dass Gott auctor (Verfasser) der Heiligen Schrift sei, findet sich erst ab dem 4. Jahrhundert. Zunächst bei Ambrosius von Mailand, dann verstärkt bei Augustinus in der Auseinandersetzung mit dem Manichäismus, die als Verfasser des Alten Testaments Satan ansahen. In der mittelalterlichen Scholastik wurde dann, stark beeinflusst von islamischen (Avicenna, al-Ghazālī, Averroes) und jüdischen Autoren (Maimonides), die „Lehre von der Prophetie“ systematisch ausgebaut, so im Traktat De prophetia von Thomas von Aquin Summa theologica II–II, q. 171–174 (siehe schon oben).
Das Konzil von Trient (1545–1563) befasste sich hauptsächlich mit der Frage der Kanonizität und des Gebrauchs der Heiligen Schrift: das Alte und das Neue Testament haben Gott als Autor (Unus Deus sit auctor) und haben als vom Heiligen Geist „diktiert“ (a Spiritu Sancto dictatas) zu gelten. In der Rückschau wird die Formulierung „auf Diktat“ des Heiligen Geistes als unglücklich empfunden, da sie dazu führen könne, „die Inspiration supranaturalistisch und dinglich kategorialisierbar zu fassen“. Das aus der Patristik übernommene dictare führte zu einer Kontroverse zwischen Vertretern einer Verbalinspiration (Banez, 1586) und einer Realinspiration (Lessius, 1587), die spätestens seit Dei verbum als überholt gilt. Das Erste Vatikanische Konzil (1869/70) wiederholte die Lehre des Konzils von Trient, dass die Heilige Schrift vom Heiligen Geist inspiriert Gott als Urheber habe (DH 3006: quod Spiritu Sancto inspirante conscripti Deum habent auctorem).
In den sogenannten Bibelenzykliken von Papst Leo XIII. (Providentissimus Deus (1893)) und von Papst Pius XII. (Divino afflante Spiritu (1943)) ist die Inspirationslehre der katholischen Kirche vor dem Zweiten Vatikanischen Konzil zusammengefasst und dargelegt.

### Islam
Im Bereich des Islams gibt es mit dem Konzept des Ilhām (arabisch إلهام) ein Gegenstück zur Inspiration. Wörtlich bezeichnet der Begriff einen Vorgang des „Verschlingen-Lassens“ oder „Verschlucken-Lassens“, doch wird er allgemein mit „Eingebung“ oder „Inspiration“ übersetzt. Im Koran kommt der Begriff nur an einer Stelle vor, nämlich in Sure 91:8, wo ein Schwur bei demjenigen gesprochen wird, der der Seele „ihre Sündhaftigkeit und ihre Gottesfurcht eingegeben hat“ (alhamahā fuǧūrahā wa-taqwāhā).
Größere Bedeutung hat das Konzept erst im Zusammenhang mit der sufischen Lehre von den Gottesfreunden (auliyāʾ Allāh) erhalten. Die Gabe des Ilhām gilt nach al-Hakīm at-Tirmidhī (gest. 905-930) als eines der sieben Zeichen, an denen sich Gottesfreunde erkennen lassen. Verbreitet ist die Auffassung, dass Ilhām eine eigene Art von Offenbarung darstellt, die unterhalb der prophetischen Offenbarung (waḥy) steht. Der Unterschied zwischen beiden Formen der göttlichen Mitteilung besteht darin, dass sich Gott beim Ilhām nur individuell an einen einzelnen Menschen richtet, während er sich bei der Offenbarung an viele oder alle Menschen richtet. Das durch Ilhām vermittelte Wissen wird allgemein als ladunisches Wissen (ʿilm ladunī) bezeichnet. Der Begriff ist von Sure 18:65 abgeleitet, wo es über Mose und seinen namenlosen Begleiter heißt: „Und sie fanden einen von unseren (d.h. Gottes) Knechten, […] dem wir Wissen von uns (min ladun-nā) verliehen hatten.“ Dieser namenlose Gottesknecht, der von Gott mit einem besonderen Wissen ausgestattet ist und im weiteren Verlauf der koranischen Erzählung Mose mit mehreren absonderlichen Handlungen auf die Probe stellt, wird allgemein mit al-Chidr identifiziert.
Der persische Sufi Nadschm ad-Dīn al-Kubrā (gest. 1220) setzte Ilhām und ladunisches Wissen mit einem „Einfall von Gott“ (ḫāṭir al-ḥaqq) gleich und beschreibt sie als etwas, dem sich weder Verstand, noch Seele oder Herz widersetzen können. Die Eingebung ist seiner Ansicht nach „am deutlichsten und dem Erleben am nächsten stehend“ (ašadd ẓuhūran wa-aqrab ilā ḏ-ḏauq), wenn man sie im Zustand der geistigen Abwesenheit (ġaiba) erhalten habe. In Wirklichkeit handele es sich dabei nicht um Einfälle, sondern um ein „präexistentes Wissen“ (ʿilm azalī), das die Geister der Menschen schon bei der Schöpfung von Gott empfangen hätten. Dieses Wissen könne zwar durch die „Finsternis des Daseins“ (ẓalām al-wuǧūd) verdeckt sein, doch dadurch wieder sichtbar werden, dass der Beschreiter des mystischen Weges sich läutere und aus dem Dasein entferne. Wenn er dann in das Dasein zurückkehre, bringe er das Eingebungswissen mit. Der Prozess sei einer Schrift vergleichbar, die, nachdem sie durch Staub bedeckt war, durch Reinigung wieder sichtbar werde.

## Sonstiges
- Inspiration ist der Titel eines US-amerikanischen Spielfilms von George Foster Platt aus dem Jahr 1915 mit Audrey Munson in der Hauptrolle. Er gilt als der erste amerikanische Film, der Nacktszenen enthielt.

- Inspiration Software Inc. ist eine US-amerikanische Firma für E-Learning-Software, die 60 % der amerikanischen Schulbezirke mit ihren Produkten ausstattet.